# Sis dies de Vancouver
Els Sis dies de Vancouver era una cursa de ciclisme en pista, de la modalitat de sis dies, que es corria a Vancouver (Canadà). La seva primera edició data del 1931 i es van disputar tres edicions fins al 1934.

## Palmarès
| Any  | Primers                                 | Segons                             | Tercers                      |
| ---- | --------------------------------------- | ---------------------------------- | ---------------------------- |
| 1931 | Lew Elder · Freddy Zach                 | Reginald Fielding · Henri Lepage   | Frank Bartell · Chick Meyers |
| 1932 | Francis Elliott · Xavier Van Slembroeck | Fioravanti Baggio · Mike Defilippo | Harry Davies · Freddy Zach   |
| 1933 | No disputats                            |                                    |                              |
| 1934 | Eddy Testa · Cecil Yates                | Godfrey Parrott · Frank Turano     | Jack McCoy · Henry O'Brien   |